# Matemore
Matemore (ou El Matmor) est une commune de la wilaya de Mascara en Algérie.